# Klipna sisaljka
Stapne i klipne sisaljke su sisaljke s linearno pokretnim dijelovima. Sastoje se od radnog cilindra u kome se nalazi stap ili klip kao radni element, te pogonskog dijela, najčešće ostatka klipnog mehanizma s zamašnjakom i osovinom koju pogoni elektromotor. Prebacivanje tekućine kod ovih sisaljki vrši klip ili stap svojim linearnim gibanjem u cilindru. 
Osnovna razlika stapnih i klipnih sisaljki prikazana je na slici desno.
Ove sisaljke rade tako što periodično premještaju određeni obujam s usisne k tlačnoj strani. Kako upotrebljavaju isti prostor za usis i tlak, moraju zbog toga imati određene dodatne elemente koji će to omogućiti. To je omogućeno ventilima koji pri gibanju stapa od njih propuštaju medij u cilindar iz usisnog cjevovoda, a pri gibanju stapa prema njima propuštaju tekućinu pod tlakom u tlačni cjevovod. Otvaranje i zatvaranje ventila se vrši podtlakom, odnosno nadtlakom, koji se dobiva gibanjem stapa u cilindru. Rad pumpe u velike ovisi o pravilnom izboru ventila, čija je funkcija da na vrijeme otvara i zatvara prolaz tekućini. Otvaranje ventila trebalo bi biti u trenutku kada stap kreće iz mrtve točke, a zatvaranje u trenutku kada on dođe u mrtvu točku. U stvarnost to nije izvedivo zbog tromosti tekućine.
Brzina gibanja stapa je definirana gibanjem klipnog mehanizma i kako se klip približava mrtvim točkama je sve manja. Dobava tekućine je isprekidana zbog naizmjeničnog djelovanja stapa. Broj radnih ciklusa stapnih pumpi je ograničen, a kreće se od 100- 300 ciklusa u minuti.
Stapne i klipne sisaljke se upotrebljavaju za manje dobavne količine, male brzine strujanja, kada je potrebna znatna usisna visina ili velika dobavna visina. 

## Podjela stapnih sisaljki
Stapne sisaljke se dijele na više slijesećih načina:

### Prema principu rada sisaljke
jednoradne
dvoradne
diferencijalne

#### Jednoradne stapne sisaljke
Na gornjoj slici su prikazane jednoradne sisaljke. Sisaljke se sastoje od pogonskog mehanizma, prijenosa, cilindra, stapa (klipa) te usisnog i tlačnog ventila. Stap se pokreće pravocrtno, naizmjence se giba od jedne do druge mrtve točke. 
Gibanjem stapa prema gore u cilindru nastaje podtlak, te zbog atmosferskog tlaka koji djeluje van cilindra uzrokuje usis tekućine u usisnu cijev. Tekućina u gibanju otvara usisni ventil puni cilindar. Pri povratu stapa iz mrtve točke, tlači tekućinu stvarajući u njoj tlak koji otvara tlačni ventil i propušta tekućinu u tlačnu cijev.
Dobava jednoradne sisaljke je:
{\displaystyle Q=h\times {\frac {d^{2}\times \pi }{4}}\times n} gdje je
Q - volumenska dobava
h - stapaj stapne sisaljke
d - promjer cilindra sisaljke
n - broj ciklusa sisaljke (radnih taktova)
Ova formula je ispravna za jedan cilindar, kada sisaljka ima više cilindara, tada volumensku dobavu pomnožimo s brojem cilindara.

#### Dvoradne stapne sisaljke
Dvoradne sisaljke su u principu rada jednake jednoradnim sisaljkama, osim što upotrebljavaju obje strane stapa za izvođenje radnog ciklusa. Shodno tomu, moraju imati dodatni par ventila spojen na drugu stranu stapa i sustav brtvljenja stapajice koji sprječava prolaz tekućine prema vani. Treba napomenuti da klipne sisaljke ne mogu biti izvedene kao dvoradne.
Dobava dvoradnih stapnih sisaljki teoretski je dvostruko veća od jednoradnih:
{\displaystyle Q=h\times {\frac {d^{2}\times \pi }{4}}\times 2n} gdje je
Q - volumenska dobava
h - stapaj stapne sisaljke
d - promjer cilindra sisaljke
n - broj ciklusa sisaljke (radnih taktova)
što nije u stvarnosti, jer na jednoj strani imamo stapajicu, pa je dobava manja za taj dio:
{\displaystyle Q=nh\times \left(2{\frac {d^{2}\times \pi }{4}}-{\frac {d_{1}^{2}\times \pi }{4}}\right)=nh\times {\frac {\pi }{4}}\left(2d^{2}-d_{1}^{2}\right)}
gdje je:
{\displaystyle d_{1}} - promjer stapajice

#### Diferencijalne sisaljke
To su dvoradne sisaljke koje na račun smanjenja ukupne dobave postižu bolje uravnoteženje dobave i manje oscilacije u tlačnoj cijevi. Kako nisu naročito ekonomične, ne sreću se često u upotrebi.

### Podjela klipnih sisaljki po stupnjevima
Prema broju stupnjeva stapne sisaljke se dijele na:
jednostepene
višestepene

Na gornjim crtežima sve prikazane sisaljke su jednostepene. Većina klipnih sisaljki jest jednosterpena, premda ponekad može biti i višestepena. Kada trebamo postići veći tlak, tada koristimo stapne sisaljke s više stupnjeva, kao što je prikazano na slici desno. Kako su tekućine nestlačive, ovaj princip se uglavnom ne primjenjuje na tekućine već samo na plinovite medije.
Objašnjenje slike
1 - usisna cijev
2 - klip s dva promjera
3 - komora prvog stupnja
4 - cijev koja spaja dva stupnja
5 - komora drugog stupnja
6 - izlazna cijev iz sisaljke
Kod višestepenih sisaljki, kao na slici, medij iz jednog stupnja ide u drugi. 
Ovaj princip višestepene klipne sisaljke se vrlo često primjenjuje na izradi kompresora zraka srednjeg tlaka (25-30 bara)

### Prema mehanizmu za pokretanje klipa
stapne sisaljke bez križne glave
stapne sisaljke s križnom glavom
Kao i kod motora, manje sisaljke se rade bez križne glave, dok se veće sisaljke zbog sila u stapnom mehanizmu rade s križnom glavom.

## Dobava stapnih sisaljki
Stapne i klipne sisaljke imaju promjenjivu brzinu gibanja stapa (klipa) u cilindru što uzrokuje da imaju promjenjivu, periodičku dobavu. Tijekom usisa, kod jednoradne pumpe, dobava je jednaka nuli, a za vrijeme tlačenja se mijenja sukladno brzini gibanja stapa. Na dijagramu je prikazan usporedni prikaz dobave jednoradne i dvoradne stapne sisaljke, a također i pravac koji prikazuje prosječnu dobavu sisaljke. Da bi se ujednačila dobava, primjenjuje se više rješenja, od povećanja broja cilindara, pomicanja kuta među cilindrima,...
Najčešći način ujednačavanja dobave je ugradnjom Heronovih boca ili zračnih boca na tlačnom cjevovodu. Šrafirane površine prikazuju količinu tekućine koju zračna boca treba preuzeti, da bi ujednačila dobavu. U stvarnosti, ta je količina manja, tako da se dobiva puno blaža sinusoida.
Kod principa rada jednoradnih i dvoradnih sisaljki prikazana je formula za teoretsku dobavu. Stvarna dobava stapnih sisaljki je:
{\displaystyle Q_{s}=Q\times \lambda }
gdje je:
{\displaystyle Q_{s}} - stvarna dobava
{\displaystyle \lambda } - koeficijent gubitaka sisaljke

### Vrste pogona
Stapne pumpe možemo pogoniti ručno, elektromotorom, parnim stapnim strojem a mogu biti pogonjene i motorom s unutarnjim izgaranjem.